# Tesoro mío
Tesoro mío es una película argentina dramática de 2000 dirigida por Sergio Bellotti, escrita por Daniel Guebel y protagonizada por Gabriel Goity, Edda Bustamante, Déborah Warren y Victoria Onetto. La historia de la película está inspirada en el caso real de Mario Fendrich, un subtesorero argentino que de un día para el otro se robó tres millones de pesos del Banco Nación. Fue filmada mayormente en la Ciudad de Quilmes, en una importante casa declarada Patrimonio histórico ubicada en la calle General Paz 400. Se estrenó el 3 de agosto de 2000.

## Sinopsis
Pronto a cumplir los 40 años, Carlos (Gabriel Goity) es un humilde empleado de banco con tendencia a la depresión y que frecuentemente siente que su vida es un residuo monótono de tiempo. Su cita diaria con su amante (Victoria Onetto) parece cada vez más vacía, mientras que su trabajo en el banco le resulta insoportablemente aburrido. Justo cuando Carlos comienza a sentirse condenado para siempre a una vida de tranquila desesperación, se le presenta una oportunidad de estafar al banco.

## Reparto
- Gabriel Goity
- Edda Bustamante
- Déborah Warren
- Victoria Onetto
- Martín Adjemián
- Edgardo Nieva
- Alejandro Awada
- Antonio Ugo
- Luis Ziembrowski
- Gabo Correa
- Laura Azcurra
- Carlos Kaspar
- Lidia Catalano